# Коту Баиј (Сучава)
Коту Баиј (рум. Cotu Băii) насеље је у Румунији у округу Сучава у општини Фантана Маре. Oпштина се налази на надморској висини од 363 m.

## Становништво
Према подацима из 2002. године у насељу је живело 969 становника, од којих су сви румунске националности.